# جرج فار
جرج فار (انگلیسی: George Furr؛ 14 اوت 1885 – ۲ ژانویهٔ ۱۹۶۷) بازیکن فوتبال اهل بریتانیا بود.
از باشگاه‌هایی که در آن بازی کرده‌است می‌توان به باشگاه فوتبال واتفورد، باشگاه فوتبال هیتچین تاون، باشگاه فوتبال منچستر سیتی، و باشگاه فوتبال بیگلسوید تاون اشاره کرد.